# Butterfly and Sword
Pour les articles homonymes, voir Butterfly.
Butterfly and Sword est un film hongkongais réalisé par Chu Yin-Ping et Michael Mak, sorti le 16 janvier 1993. Il s'agit d'une adaptation du roman de Gu Long Liuxing Hudie Jian, déjà adaptée en 1976 dans La Guerre des clans.

## Synopsis
Ko, une loyaliste, tente de faire tomber le monarque Suen avec l'aide de ses deux amis d'enfance, Meng et Yip. Mais un drame amoureux va compliquer les projets de Ko : celui dont elle est éprise, Meng, est amoureux d'une autre, Papillon, et celui qu'elle considère comme un simple ami, Yip, est véritablement amoureux d'elle. L'amitié de ces trois personnes se voit alors remise en cause mais ils doivent malgré tout continuer leur mission.

## Fiche technique
- Titre : Butterfly and Sword
- Titre original : 新流星蝴蝶劍 (Xin liu xing hu die jian)
- Réalisation : Chu Yin-Ping et Michael Mak
- Scénario : John Chong, d'après l'œuvre de Gu Long
- Production : Mark Wu et Jessica Hui
- Musique : Chris Babida
- Photographie : Chan Wing-Shu
- Montage : Ma Chung-Yiu
- Pays d'origine : Hong Kong
- Format : Couleurs - 1,33:1 - Stéréo - 35 mm
- Genre : Wu xia pian, fantastique
- Durée : 87 minutes
- Date de sortie : 16 janvier 1993 (Hong Kong)

## Distribution
- Tony Leung Chiu-wai : Meng Sing Wan
- Michelle Yeoh : Sœur Ko
- Donnie Yen : Yip Cheung
- Joey Wong : Papillon
- Jimmy Lin : Prince Cha
- Chung Hua Tou : Lui
- Elvis Tsui : Maître Suen
- Chuan Chen Yeh : Ho Ching